# Domino (masker)

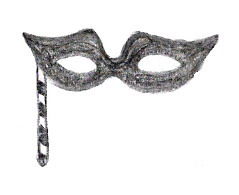
Dominomasker

Een domino is een oogmasker dat meestal deel uitmaakt van een Venetiaans carnavalskostuum. De naam is, evenals het masker zelf, afkomstig uit Venetië, waar dit masker al zeker sinds de 18e eeuw wordt gedragen. Ook in opera's en operettes, die zich in Venetië of rond het carnaval of een gemaskerd bal afspelen, behoort een domino tot de kostuums.
In stripverhalen, zoals Batman, draagt de superheld vaak een domino-masker.

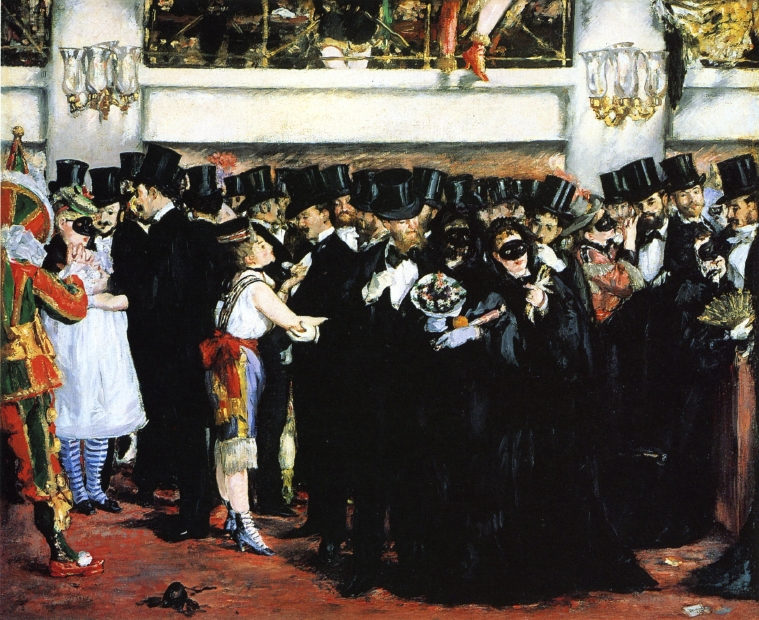
Bal masqué à l'opéra; Gemaskerd bal in de opera. De vrouwen dragen dominomaskers. Édouard Manet, 1873
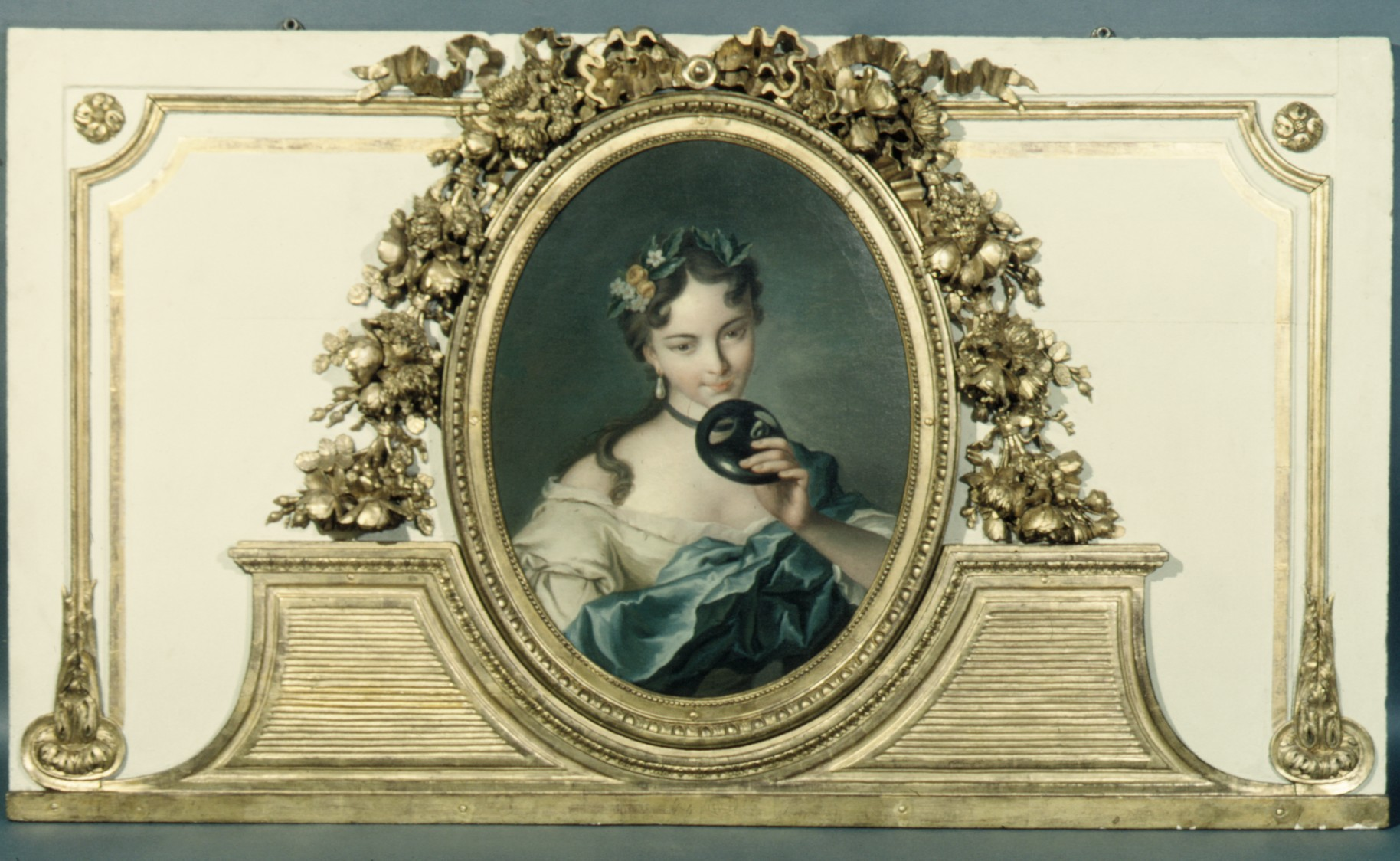
Vrouw met dominomasker. Decoratief paneel, Frankrijk, circa 1770–90.
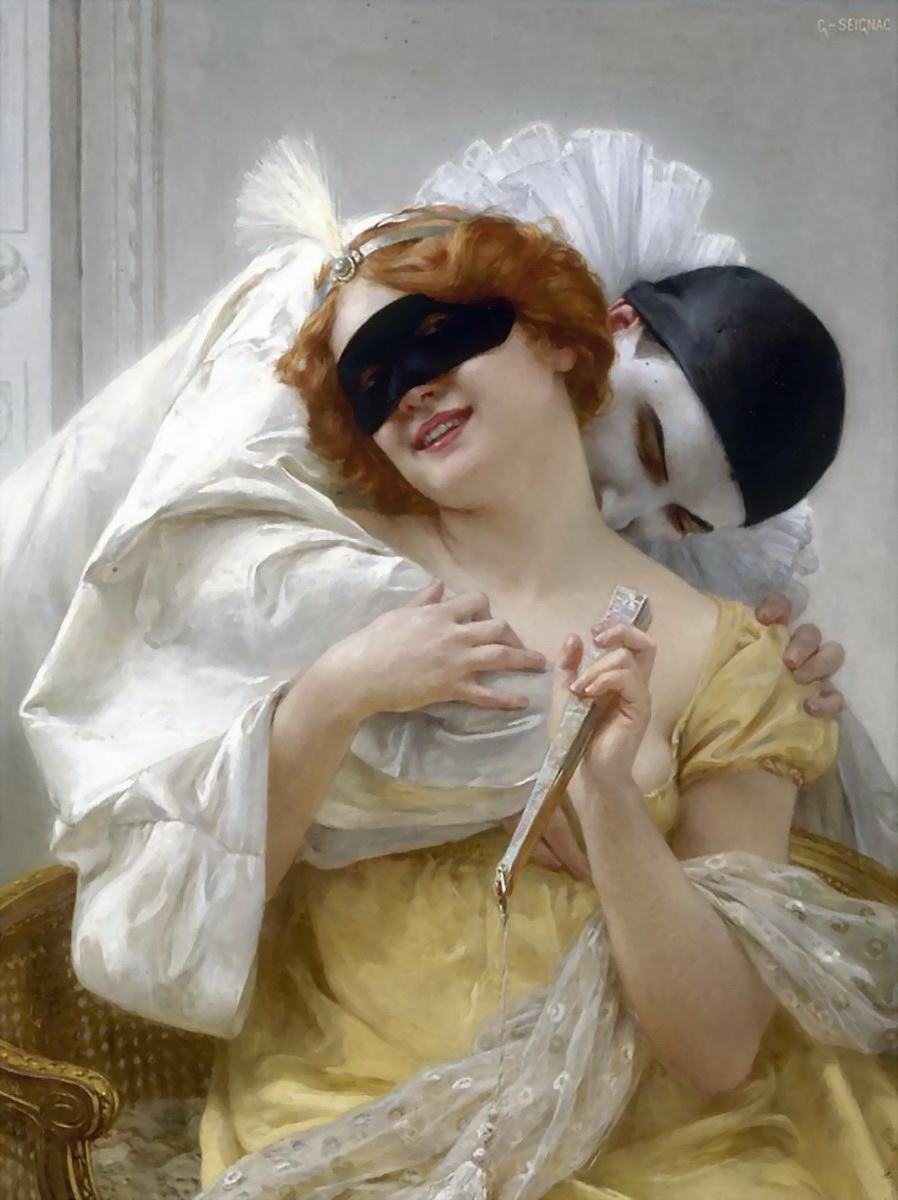
Pierrot t’embrace; Pierrot's omhelzing. Guillaume Seignac, circa 1900.